# 215
- Sabélio, teólogo cristão, criador do Sabelianismo.

215 (CCXV na numeração romana) foi um ano comum do século III do Calendário Juliano, da Era de Cristo, teve início a um domingo  e terminou também a um domingo, a sua letra dominical foi A (52 semanas)
| Ano completo                    |
| ------------------------------- |
| Ano comum com início ao domingo |